# José Vieira da Areia
José Vieira d'Areia (Lajes (Praia da Vitória), 23 de Dezembro de 1866 — Angra do Heroísmo, 9 de Setembro de 1924), conhecido por Vieira da Areia, foi um professor, político e jornalista, líder do Partido Progressista na ilha Terceira e director do jornal operário O 1.º de Maio que se publicou em Angra do Heroísmo (1902-1904).

## Biografia
Frequentou o Seminário Diocesano de Angra e chegou a receber ordens menores. Exerceu funções docentes como professor efectivo da Escola de Habilitação para o Magistério Primário e também no ensino particular. Foi membro do Partido Progressista e director do jornal O Primeiro de Maio, editado em Angra do Heroísmo, em 1902-1904.
Foi professor complementar de 2.ª classe do ensino oficial na freguesia de Santa Luzia de Angra de 1890 a 1899 e professor da Escola Distrital (Escola de Habilitação para o Magistério Primário) da mesma cidade em 14 de Outubro de 1902.
Como jornalista colaborou em vários jornais angrenses e foi também director do jornal diário O Primeiro de Maio, que em Angra se principiou a publicar em 1902.
Foi secretário da Assembleia Geral da grande comissão representante do Partido Liberal do Distrito de Angra do Heroísmo, e como tal tomou parte activa nas imponentes festas liberais realizadas em 22 de Junho de 1902.